# 料亭遊戯
『料亭遊戯』（りょうていゆうぎ）は、飛田もえ原作のBL小説。イラストは中村春菊。

## 概要
2003年に茜新社(オヴィスノベルズ)より単行本が出版。2008年4月25日にはA+よりドラマCDが発売された。

## あらすじ
高校生の菅野直生は、母親が他界し天涯孤独の身となったため、母親の知人である京都で料亭をメインに事業を営んでいる花邑グループ社長・花邑凛一郎の元でお世話になることとなった。
クールで美形の凜一郎だが、いつも微笑んでおり、性別が女なら猫であっても構わず口説く軽い性格から、二人はすぐに打ち解けた。しかし、女にしか興味のないはずの凛一郎が直生のことが可愛く思え直生を口説きはじめる。恋愛に不慣れな直生は凜一郎と身体の関係に陥っていく。

## 登場人物
菅野直生（すがの なおき）
声：代永翼
母親が他界した為、天涯孤独となった高校生。母の知人（凛一郎）の元で世話になるが、彼と身体の関係に陥る。
花邑凛一郎（はなむら りんいちろう）
声：谷山紀章
京都で料理をメインに事業を営んでいる花邑グループの社長。相手が女なら猫でも口説く無類の女好き。直生が可愛く思え、彼を口説き肉体関係を持つ。
如月（きさらぎ）
声：鳥海浩輔
道代（みちよ）
声：山口享佑子
雛乃（ひなの）声：足立友
豆雛（まめびな）声：永田依子
店長声：四宮豪

## タイトル一覧

### 小説
- 料亭遊戯（2003年10月25日発売 茜新社）

### ドラマCD
- 料亭遊戯（2008年4月25日発売 A+）